# Leptoscyphopsis paradoxa
Leptoscyphopsis paradoxa är en bladmossart som beskrevs av Rudolf Mathias Schuster. Leptoscyphopsis paradoxa ingår i släktet Leptoscyphopsis och familjen Lophocoleaceae.
Artens utbredningsområde är Venezuela. Inga underarter finns listade i Catalogue of Life.